# Napier Field
Napier Field város az USA Alabama államában, Dale megyében. Lakosainak száma 409 fő (2020. április 1.).

## Népesség
A település népességének változása:
| Lakosok száma | 404  | 354  | 409  |
|               | 2000 | 2010 | 2020 |